# Proasellus
Proasellus är ett släkte av kräftdjur som beskrevs av Dudich 1925. Proasellus ingår i familjen sötvattensgråsuggor.

## Dottertaxa tillProasellus, i alfabetisk ordning[1][2]
- Proasellus acutianus
- Proasellus adriaticus
- Proasellus alavensis
- Proasellus albigensis
- Proasellus ambracicus
- Proasellus amiterninus
- Proasellus anophtalmus
- Proasellus aquaecalidae
- Proasellus aragonensis
- Proasellus arnautovici
- Proasellus arthrodilus
- Proasellus bagradicus
- Proasellus barduanii
- Proasellus basnosanui
- Proasellus bellesi
- Proasellus beroni
- Proasellus beticus
- Proasellus boui
- Proasellus cantabricus
- Proasellus cavaticus
- Proasellus chappuisi
- Proasellus chauvini
- Proasellus claudei
- Proasellus coiffaiti
- Proasellus collignoni
- Proasellus comasi
- Proasellus coxalis
- Proasellus cretensis
- Proasellus danubialis
- Proasellus delhezi
- Proasellus deminutus
- Proasellus dianae
- Proasellus ebrensis
- Proasellus elegans
- Proasellus escolai
- Proasellus espanoli
- Proasellus exiguus
- Proasellus ezzu
- Proasellus faesulanus
- Proasellus franciscoloi
- Proasellus gardinii
- Proasellus gauthieri
- Proasellus gineti
- Proasellus gjorgjevici
- Proasellus gourbaultae
- Proasellus grafi
- Proasellus granadensis
- Proasellus guipuzcoensis
- Proasellus henseni
- Proasellus hercegovinensis
- Proasellus hermallensis
- Proasellus hurki
- Proasellus hypogeus
- Proasellus ibericus
- Proasellus infirmus
- Proasellus intermedius
- Proasellus istrianus
- Proasellus italicus
- Proasellus jaloniacus
- Proasellus karamani
- Proasellus lagari
- Proasellus lescherae
- Proasellus leysi
- Proasellus ligusticus
- Proasellus linearis
- Proasellus ljovuschkini
- Proasellus lusitanicus
- Proasellus lykaonicus
- Proasellus malagensis
- Proasellus maleri
- Proasellus margalefi
- Proasellus mateusorum
- Proasellus meijersae
- Proasellus meridianus
- Proasellus micropectinatus
- Proasellus minoicus
- Proasellus monodi
- Proasellus monsferratus
- Proasellus montalentii
- Proasellus montenigrinus
- Proasellus navarrensis
- Proasellus nolli
- Proasellus notenboomi
- Proasellus orientalis
- Proasellus ortizi
- Proasellus oviedensis
- Proasellus pamphylicus
- Proasellus parvulus
- Proasellus patrizii
- Proasellus pavani
- Proasellus peltatus
- Proasellus phreaticus
- Proasellus pisidicus
- Proasellus polychaetus
- Proasellus pribenicensis
- Proasellus racovitzai
- Proasellus rectangulatus
- Proasellus rectus
- Proasellus remyi
- Proasellus rouchi
- Proasellus ruffoi
- Proasellus similis
- Proasellus sketi
- Proasellus slavus
- Proasellus slovenicus
- Proasellus solanasi
- Proasellus soriensis
- Proasellus spelaeus
- Proasellus spinipes
- Proasellus stocki
- Proasellus strouhali
- Proasellus synaselloides
- Proasellus thermonyctophilus
- Proasellus valdensis
- Proasellus walteri
- Proasellus vandeli
- Proasellus variegatus
- Proasellus vignai
- Proasellus winteri
- Proasellus vizcayensis
- Proasellus wolfi
- Proasellus vulgaris